# NGC 5943
NGC 5943 (również PGC 55242 lub UGC 9870) – galaktyka soczewkowata (S0), znajdująca się w gwiazdozbiorze Wolarza. Odkrył ją 18 czerwca 1884 roku Édouard Jean-Marie Stephan. Jest to galaktyka z aktywnym jądrem typu LINER.